# Gazzetta di Brescia (1848)
La Gazzetta di Brescia è stata una testata politica della città bresciana, pubblicata in 45 numeri dal 26 marzo al 24 agosto 1848, nel corso degli eventi della Prima guerra d'indipendenza.

## Storia
A seguito degli eventi rivoluzionari a Milano, il 23 marzo 1848 si costituì a Brescia un Governo provvisorio. Alla guarnigione asburgica che presiedeva la città fu consentito di potersi ritirare e abbandonare Brescia, comunicandone l'intenzione con una bandiera bianca esposta alla testa della colonna di armati.
Il giorno seguente sarebbe dovuta uscire la seconda parte del dodicesimo numero della Gazzetta privilegiata provinciale di Brescia, giornale edito dalla Tipografia Venturini che dal 1816 pubblicava gli atti ufficiali del governo del Regno Lombardo-Veneto e qualche notizia di cronaca nazionale e internazionale. L'estensore del giornale, Giuseppe Gallia, era legato da vincoli d'amicizia con Luigi Lechi, presidente dell'Ateneo e a capo del Governo provvisorio. Egli volle dare un taglio diverso alle pubblicazioni, per cui sospese le pubblicazioni della vecchia testata e il 26 marzo fece uscire il primo numero della Gazzetta di Brescia.
Le prime due pagine del nuovo giornale furono dedicate alla cronaca dell'insurrezione. Nei successivi numeri furono pubblicate notizie di cronaca, articoli di fondo e di commento degli eventi locali e nazionali, oltre che gli avvisi del Governo provvisorio bresciano e lombardo.
Ad eccezione della prima settimana – in cui il giornale fu pubblicato la domenica, il martedì e il giovedì – le pubblicazioni furono programmate due volte la settimana: dal 2 aprile al 27 luglio, il giovedì e la domenica; dal 31 luglio fino al 24 agosto, il lunedì e il giovedì.
La linea politica del giornale fu sostanzialmente allineata a quella del Governo provvisorio, appoggiando sia la decisione di procedere alla nomina di Antonio Dossi a rappresentante nell'assemblea lombarda, senza procedere ad alcuna consultazione popolare come richiesto da alcuni esponenti mazziniani, sia quella di appoggiare il plebiscito a favore dell'annessione al Regno di Sardegna.
Agli inizi di agosto, quando divenne evidente che la situazione militare era favorevole all'esercito austriaco, il giornale smise di pubblicare articoli di fondo e dedicò ogni spazio alle disposizioni che il generale Saverio Griffini predispose per la difesa della città di Brescia. Venne pubblicato inoltre il decreto luogotenenziale di Eugenio Emanuele di Savoia che proclamò l'annessione della Lombardia e delle province venete di Padova, Vicenza, Treviso e Rovigo al Regno di Sardegna.
Nel numero del 14 agosto, l'ultimo prima del ritorno degli austriaci, furono pubblicate soltanto alcune brevi note, tra cui il proclama di Josef Radetzky del 27 luglio agli abitanti della Lombardia in cui prometteva l'amnistia. Sul numero del 17 agosto fu pubblicato l'avviso della Congregazione municipale, del giorno precedente, in cui si avvertivano i cittadini dell'imminente ritorno dell'esercito austriaco che avrebbe preso nuovamente possesso della città, e in successione l'avviso che alle 11 del mattino del 16 agosto le truppe asburgiche erano entrate a Brescia.
Sui due numeri seguenti, del 21 e del 24 agosto, i redattori si limitarono a pubblicare le notificazioni dell'esercito austriaco e l'armistizio di Salasco. Gallia nel frattempo riparò in Svizzera. Con il numero 46 del 29 agosto si riprese la vecchia testata della Gazzetta privilegiata provinciale di Brescia, con la tipica struttura della rivista che pubblicava gli avvisi e le notifiche del governo del Lombardo-Veneto in due uscite separate – la prima di domenica, la seconda di giovedì – ma con identica numerazione.
Nel corso della Seconda guerra d'indipendenza, all'indomani dal ritiro delle truppe asburgiche dalla città, la sinistra bresciana iniziò le pubblicazioni di una nuova Gazzetta provinciale di Brescia riprendendo la numerazione dal 47. Secondo Faini, la decisione fu assunta per ricordare i 45 numeri della Gazzetta del 1848.